# 真観寺 (八尾市)
真観寺（しんかんじ）は、大阪府八尾市にある臨済宗南禅寺派の寺院。

## 歴史
応永17年（1410年）から21年（1414年）の間に創建された。開基は河内守護・畠山満家で、開山は大業徳基。大業徳基は初め建仁寺、のち応永17年（1410年）に南禅寺に入寺しており、応永21年（1414年）に死去している。大業徳基は南禅寺金地院の開山でもあり、このことから金地院の長老が真観寺の住職を務めることとなった。
永享5年（1433年）に畠山満家が死去すると満家には真観寺殿真源道端の法号が贈られ、真観寺は満家の位牌所とされる。また、寺内の塔頭・鄧林庵（とりんあん）は河内守護代・遊佐氏の菩提寺となっている。
永禄9年（1566年）6月には、永禄7年（1564年）7月に死去した三好長慶の葬儀が、甥の三好義継により真観寺で行われた。
慶長20年（1615年）の大坂夏の陣の際、真観寺の伽藍は焼け落ちたが、以心崇伝の主導で再興が図られ、徳川家康から復興料が与えられた。慶安2年（1649年）には朱印地19石8斗が認められた。
境内には、畠山満家の墓と伝えられる十三重の石塔や、三好長慶や三好義継の墓塔である宝篋印塔がある。

## 文化財
- 真観寺文書 - 八尾市指定文化財（1992年〈平成4年〉3月31日指定、1995年〈平成7年〉3月31日追加指定）[4][5]。
- 三好長慶墓・三好義継墓 - 八尾市指定文化財（1998年〈平成10年〉3月23日指定）[6]。

## 交通アクセス
- JR久宝寺駅より徒歩約15分[7]。

## ギャラリー

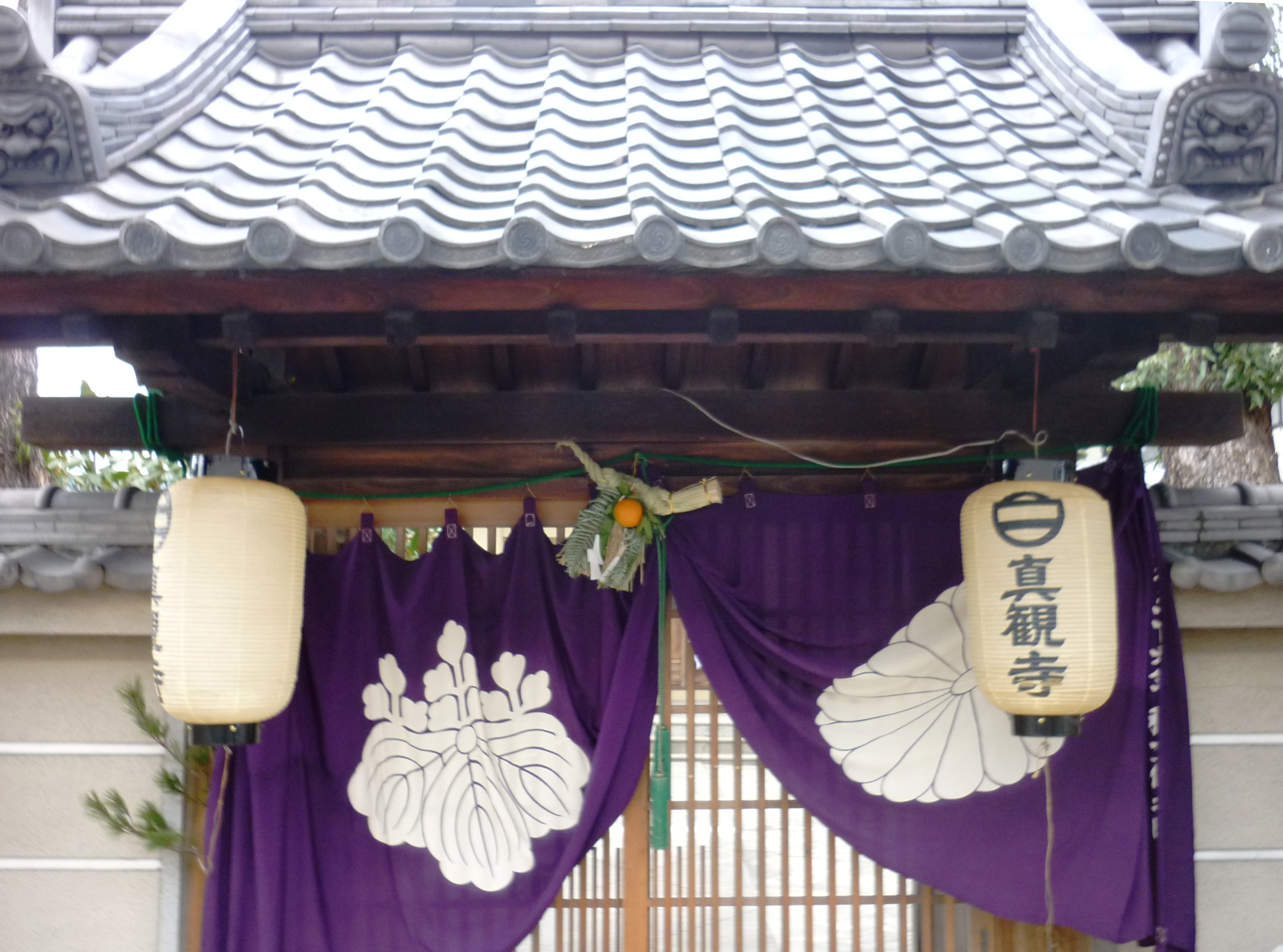
真観寺の山門
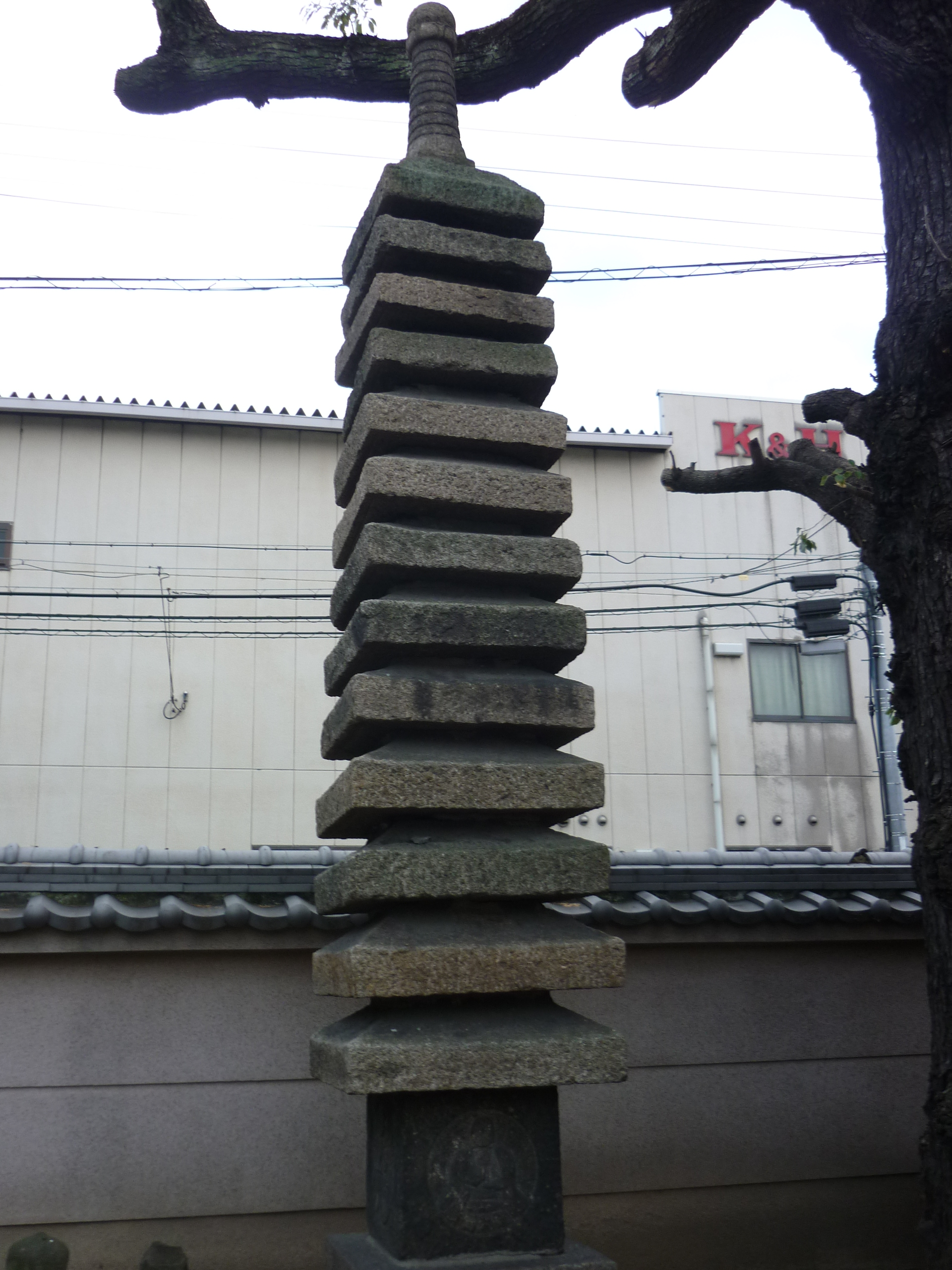
十三重石塔（伝・畠山満家の墓）
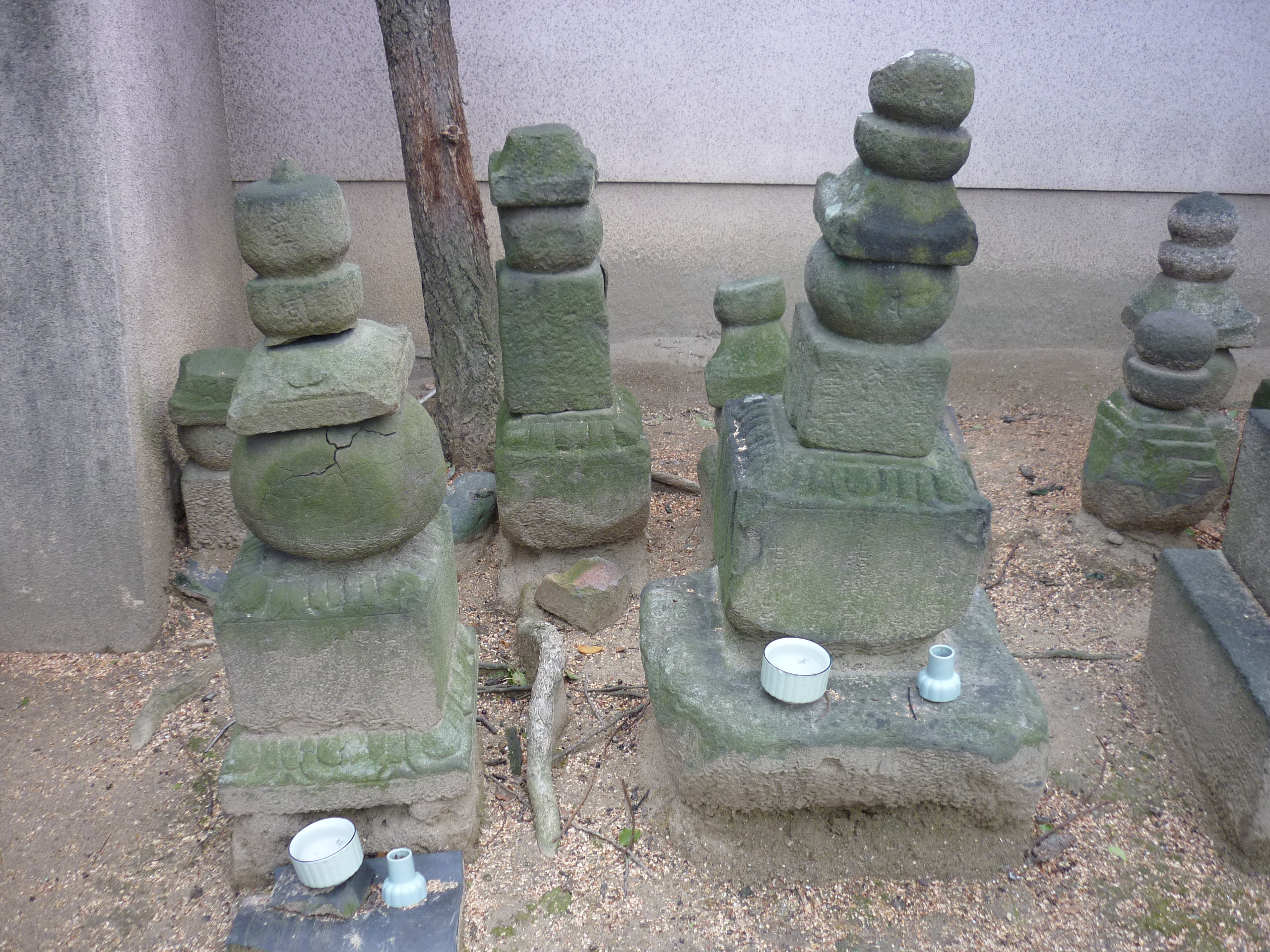
三好長慶墓（向かって右）・三好義継墓（向かって左）